# Max Deubel

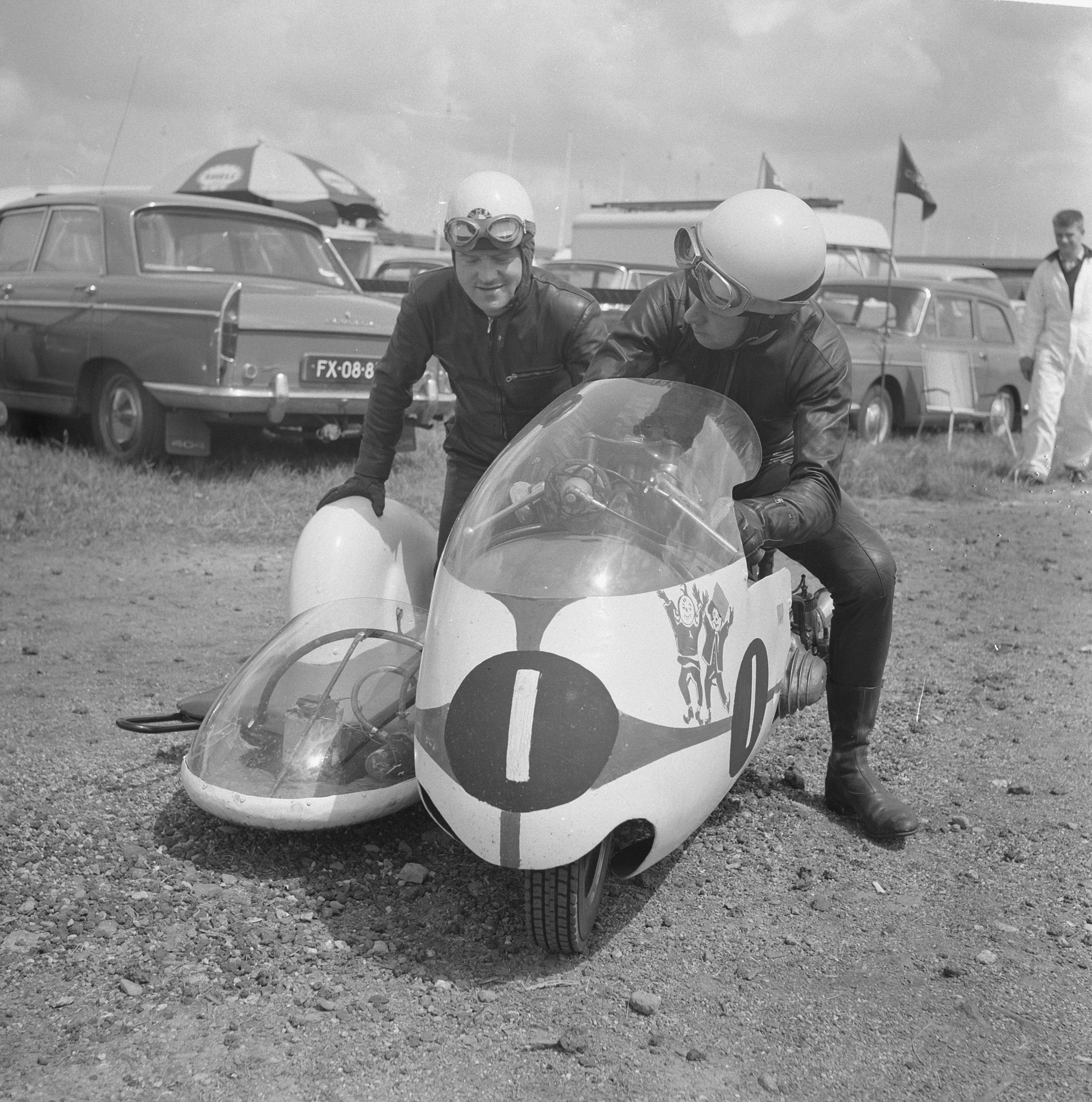
Deubel/Hörner bei der Dutch TT 1963 in Assen

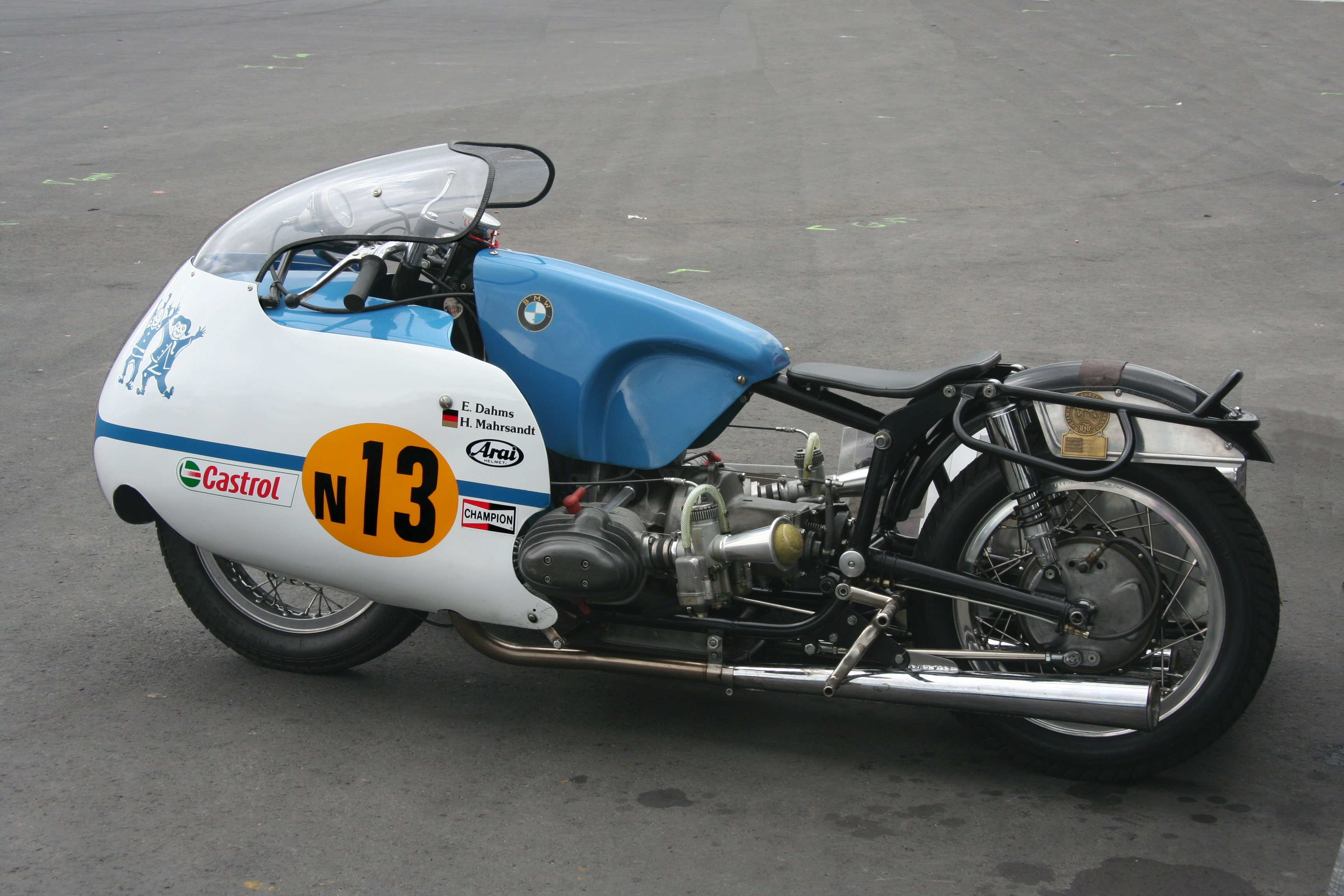
Replikat der BMW RS 54 von Deubel/Hörner mit Max und Moritz auf der Verkleidung

Max Deubel (* 5. Februar 1935 in Mühlenau, seit 1967 Stadtteil von Wiehl) ist ein ehemaliger deutscher Motorradrennfahrer, viermaliger Seitenwagen-Weltmeister und einer der erfolgreichsten deutschen Motorradrennfahrer in der Seitenwagenklasse. Er war für den ADAC tätig, z. B. als Rennleiter auf dem Nürburgring und Motorradreferent des ADAC Gau Nordrhein, außerdem war er Vizepräsident der FIM-Sicherheitskommission und Vorsitzender der OMK.

## Karriere
Max Deubel begann das Motorradgespannfahren im Mai 1955 mit Beifahrer Horst Hoehler auf einem Gespann von Walter Schneider. Ab 1961 wurde Emil Hörner (1937–2003) sein Beifahrer bis zum Ende der Karriere.
Noch während seiner Zeit als Rennfahrer eröffnete Deubel 1962 in Mühlenau, wo er geboren wurde, die Gaststätte „Zum schnellen Max“ und später das „Hotel Deubel“.
Nach Beendigung seiner Sportlaufbahn von 1972 bis zu seiner Pensionierung 1998 war er Repräsentant bei der Erzquell Brauerei in Bielstein.

## Ehrungen
Für seine sportlichen Erfolge wurden er und sein Beifahrer Emil Hörner am 1. August 1962 mit dem Silbernen Lorbeerblatt ausgezeichnet.
Die Post der Isle of Man widmete Max Deubel 1974 eine Briefmarke. Damit ist er der einzige Oberberger, der, nach 1945, auf einer Briefmarke verewigt wurde.
Auf der Gala der Meister des DMSB e. V. 2016 wurde Max Deubel mit dem DMSB e. V. Pokal für sein Lebenswerk als aktiver Gespannfahrer und das anschließende erfolgreiche Wirken im Ehrenamt ausgezeichnet.

## Statistik

### Erfolge
- 1961 – Gespann-Weltmeister auf BMW (mit Beifahrer Emil Hörner)
- 1962 – Gespann-Weltmeister auf BMW (mit Beifahrer Emil Hörner)
- 1963 – Gespann-Weltmeister auf BMW (mit Beifahrer Emil Hörner bzw. Barry Dungsworth)
- 1964 – Gespann-Weltmeister auf BMW (mit Beifahrer Emil Hörner bzw. Barry Dungsworth)
- 1965 – Gespann-Vize-Weltmeister auf BMW (mit Beifahrer Emil Hörner)
- 1966 – Gespann-Vize-Weltmeister auf BMW (mit Beifahrer Emil Hörner)
- 12 Grand-Prix-Siege

### Isle-of-Man-TT-Siege
| Jahr | Klasse             | Beifahrer   | Maschine | Durchschnittsgeschwindigkeit |
| ---- | ------------------ | ----------- | -------- | ---------------------------- |
| 1961 | Sidecar (Gespanne) | Emil Hörner | BMW      | 87,65 mph (141,06 km/h)      |
| 1964 | Sidecar (Gespanne) | Emil Hörner | BMW      | 89,12 mph (143,42 km/h)      |
| 1965 | Sidecar (Gespanne) | Emil Hörner | BMW      | 90,57 mph (145,76 km/h)      |